# پادشاه نه‌هه
پادشاه نه‌هه (هانگول:내해왕)، (سلطنت: ۱۹۶~۲۳۰ میلادی)؛ دهمین پادشاه شیلا، یکی از سه پادشاهی کره و نوه پادشاه پیشین پادشاه بولهیو بود.

## پیش زمینه
او نوه پادشاه پیشین، بولیهو بود. ولیعهد پادشاه بولهیو، گوگجونگ و پسر دومش ایمه زود درگذشتند، و سوک چوبون پسر گوگجونگ نیز خیلی جوان بود. نه‌هه پسر سوک ایمه و بانو نه‌ریه (دختر پادشاه جیما) بود به پادشاهی رسید.

## حکومت
سامگوک ساگی از طول سلطنت او روابط صمیمانه با کنفدراسیون گایا، و درگیری های مکرر با پادشاهی رقیب، بکجه را گزارش می‌دهد.
بکجه در سالهای ۱۹۹ و ۲۱۴ میلادی حمله کرد. شیلا با فتح دژ ساهیون به بکجه پاسخ داد. پادشاه نه‌هه شخصاً دفاع موفق را به حمله بعدی بکجه در ۲۱۸ میلادی هدایت کرد. او به مالگال درسال ۲۰۳ میلادی حمله کرد و مالگال شکست داد، در سال ۲۱۲ میلادی گایا شاهزاده‌ای را به عنوان گروگان به شیلا فرستاد.
در پیروزی جنگ هشت بندر پادشاهی. در آن دوره سوک اورو، پسر نه‌هه و داماد او سوک چوبون، ابتدا به عنوان ژنرال فعالیت می‌کردند.

## خانواده
- پدربزرگ: پادشاه بولهیو
- پدر: سوک ایمه
- مادر: ملکه نه‌ریه از قبیله پارک
- همسر: 
  - ملکه سوک، از قبیله سوک، دختر سوک گوگجونگ.
    - دختر: ملکه آیهیه، از قبیله سوک - با پادشاه چوبون ازدواج کرد.
    - پسر: سوک اورو
      - عروس: بانو میونگوون، از قبیله سوک، دختر پادشاه چوبون.
        - نوه: پادشاه هولهه، شانزدهمین پادشاه شیلا.

    - پسر: سوک ییوم
      - عروس: ملکه میسو، از قبیله پارک.